# Gefährdungsklasse (Trinkwasser)
Flüssigkeiten werden in der Haus- und Installationstechnik nach ihrer Gefährdungsklasse eingeteilt.
Die Gefährdung besteht dabei in der Verunreinigung des Trinkwassers, wenn unbeabsichtigt  Brauchwasser und Abwasser in die Trinkwasserleitung zurückfließt oder -gesaugt wird.
Die Gefährdung richtet sich nach der Art des zurückströmenden Stoffes, der nach der DIN EN 1717 in Flüssigkeitskategorien eingeteilt wird. Diese entsprechen weitgehend den in der vorübergehend noch gültigen DIN 1988 Teil 4 festgelegten Flüssigkeitsklassen.
Verhindert wird das Rückfließen durch die Verwendung von Sicherungsarmaturen.
Es gibt fünf Gefährdungsklassen.
| Flüssigkeitskategorie | Gefährdungsart nach EN 1717 bzw. DIN 1988-4 |
| --------------------- | --- |
| 1                     | Ohne Gefährdung der Gesundheit und ohne Beeinträchtigung des Geruchs, Geschmacks oder der Farbe. Beispiel: kaltes Trinkwasser                                                                                                   |
| 2                     | Ohne Gefährdung der Gesundheit mit Beeinträchtigung des Geruchs, Geschmacks, Farbe oder Temperatur Beispiel: Kaffee, Tee, durch Rost verfärbtes Trinkwasser, warmes Trinkwasser                                                 |
| 3                     | Mit Gefährdung der Gesundheit durch weniger giftige Stoffe Beispiel: Glykol, Natronlauge, Heizungswasser ohne Zusatz, Kupfersulfatlösung.                                                                                       |
| 4                     | Mit Gefährdung der Gesundheit durch giftige, sehr giftige, krebserregende, mutagene oder radioaktive Stoffe einhergehend mit Lebensgefahr. Beispiele: Chemikalien, Farben, chemische Reinigung, galvanische Bäder, Insektizide. |
| 5                     | Mit Gefährdung der Gesundheit durch mikrobielle oder virale Erreger übertragbarer Krankheiten, wenn Lebensgefahr besteht. Beispiel: Hepatitisviren, Salmonellen, durch Fäkalien verunreinigtes Wasser                           |